# Lista de países por número de assinaturas de Internet de banda larga

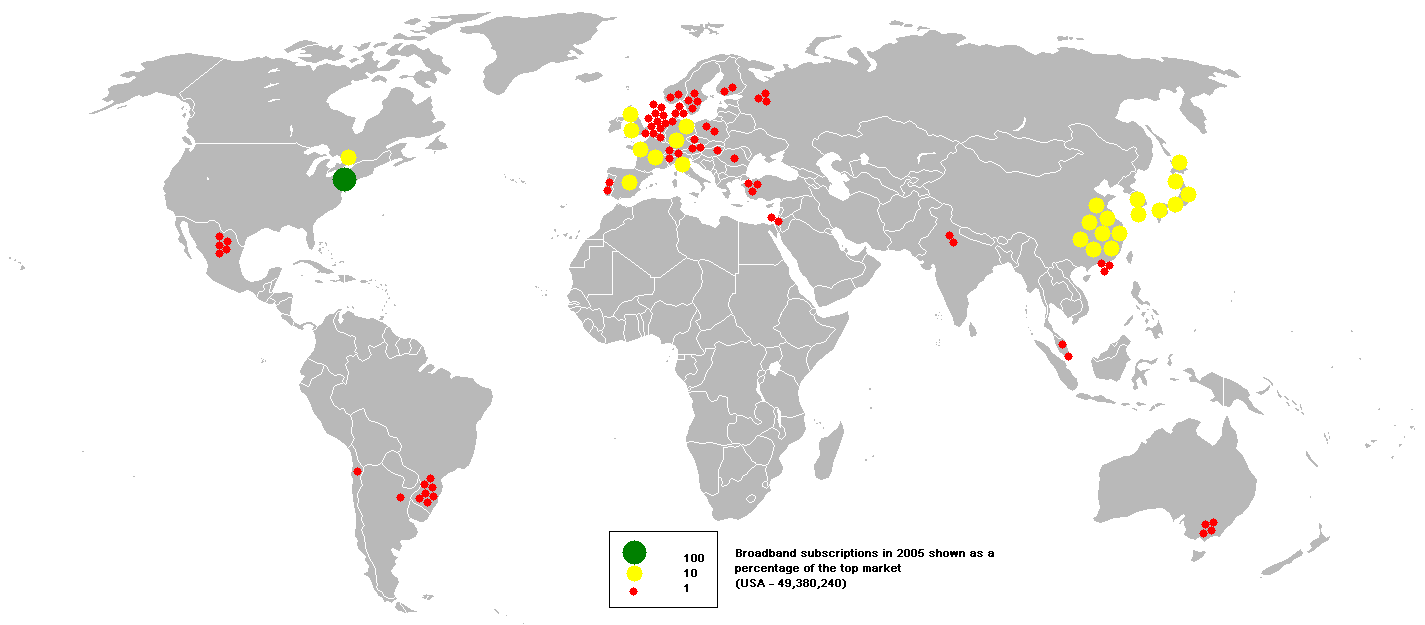
Assinaturas de internet de banda larga em 2005.

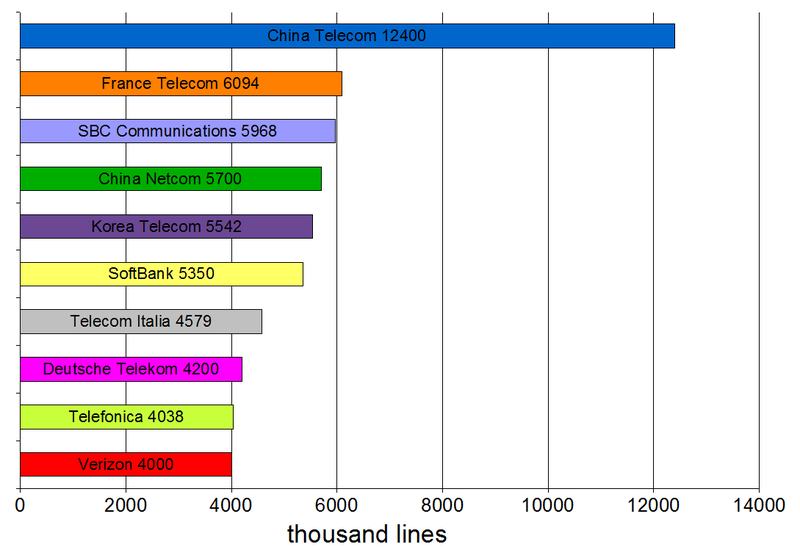
Os principais operadores de ASDL no mundo por número de linhas, em meados da primeira metade de 2005.

Esta é uma lista de países por número de assinaturas de Internet de banda larga. Uma só assinatura pode servir a mais de um usuário.
Os dados foram compilados pela União Internacional de Telecomunicações para o ano de 2010. Se refere à assinaturas de acesso em alta-velocidade à Internet pública (uma conexão TCP/IP), com velocidade de downstream igual ou superior a 256 Kbps. Isto pode incluir por exemplo, cable modem, DSL, FTTH e outras assinaturas cabeadas de banda larga. O total é mensurado independente dos métodos utilizados para pagamento. Exclui assinaturas que tem acesso à comunicações de dados (incluindo a Internet) por redes de telefonia móvel.
Abreviaturas:
- P.p. - penetração da população
- Total p.p. - penetração total da população = penetração total de assinaturas/total da população do país.
- H.p. - Penetração nos lugares = total de assinaturas/número total de lugares no país.

| Rank | País           | DSL p.p. | Cabo p.p. | Outro p.p. | Total p.p. | H.p.  | Assinaturas no total | Data          |
| ---- | -------------- | -------- | --------- | ---------- | ---------- | ----- | -------------------- | ------------- |
| —    | Mundo          | 4.0%     | 1.3%      | 0.8%       | 6.1%       | N/A   | 349,980,000          | Dec. 2007     |
| 1    | China          | 3.9%     | N/A       | N/A        | 5.0%       | N/A   | 88,088,000           | Dec. Q1, 2009 |
| 2    | Estados Unidos | 9.3%     | 11.5%     | 1.3%       | 22.1%      | N/A   | 83,968,547           | Jun. Q1, 2009 |
| 3    | Japão          | 10.8%    | 2.9%      | 7.6%       | 21.3%      | N/A   | 30,631,900           | Jun. Q1, 2009 |
| 4    | Alemanha       | 20.2%    | 1.0%      | 0.1%       | 21.2%      | N/A   | 30,631,900           | Jun. Q1, 2009 |
| 5    | França         | 21.4%    | 1.1%      | 0.0%       | 22.5%      | N/A   | 18,009,500           | Jun. Q1, 2009 |
| 6    | Reino Unido    | 18.4%    | 5.3%      | 0.0%       | 23.7%      | N/A   | 17,661,100           | Jun. Q1, 2009 |
| 7    | Coreia do Sul  | 10.1%    | 10.6%     | 9.2%       | 29.9%      | N/A   | 15,709,771           | Jun. Q1, 2009 |
| 8    | Itália         | 15.4%    | 0.0%      | 0.4%       | 15.8%      | N/A   | 12,447,533           | Jun. Q1, 2009 |
| 9    | Brasil         | 3.5%     | 1.5%      | 0.2%       | 5.2%       | N/A   | 10,065,200           | Jun. Q1, 2009 |
| 10   | Canadá         | 11.9%    | 12.9%     | 0.1%       | 25.0%      | N/A   | 9,533,500            | Jun. Q1, 2009 |
| 11   | Espanha        | 13.3%    | 3.6%      | 0.1%       | 17.0%      | N/A   | 7,483,790            | Jun. 2007     |
| 12   | Índia          | N/A      | N/A       | N/A        | N/A        | N/A   | 6,800,000            | May 2009      |
| 13   | Países Baixos  | 20.4%    | 12.7%     | 0.4%       | 33.5%      | N/A   | 5,470,000            | Jun. 2007     |
| 14   | Rússia         | 1.6%     | N/A       | N/A        | 3.4%       | N/A   | 4,870,000            | Dec. 2007     |
| 15   | México         | 3.5%     | 1.0%      | 0.1%       | 4.6%       | N/A   | 4,804,282            | Jun. 2007     |
| 16   | Austrália      | 18.3%    | 3.4%      | 0.9%       | 22.7%      | N/A   | 4,700,200            | Jun. 2007     |
| 17   | Taiwan         | 16.3%    | N/A       | N/A        | 20.3%      | N/A   | 4,632,000            | Dec. 2007     |
| 18   | Turquia        | 5.1%     | 0.0%      | 0.0%       | 5.2%       | N/A   | 3,767,912            | Jun. 2007     |
| 19   | Polónia        | 5.5%     | 2.4%      | 0.1%       | 8.0%       | N/A   | 3,040,000            | Jun. 2007     |
| 20   | Argentina      | N/A      | N/A       | N/A        | 7.8%       | 27.9% | 3,004,890            | Jul. 2008     |
| 21   | Suécia         | 17.9%    | 5.6%      | 5.0%       | 28.6%      | N/A   | 2,596,000            | Jun. 2007     |
| 22   | Bélgica        | 14.5%    | 9.2%      | 0.1%       | 23.8%      | N/A   | 2,512,884            | Jun. 2007     |
| 23   | Suíça          | 20.5%    | 9.3%      | 0.9%       | 30.7%      | N/A   | 2,322,577            | Jun. 2007     |
| 24   | Roménia        | N/A      | N/A       | N/A        | 10.5%      | N/A   | 2,200,000            | Jun. 2007     |
| —    | Hong Kong      | 15.4%    | N/A       | N/A        | 29.1%      | 89.9% | 2,046,000            | Dec. 2007     |
| 25   | Malásia        | N/A      | N/A       | N/A        | N/A        | 22.9% | 1,892,700            | Jan. 2009     |